# Montplainchamps
Montplainchamps (en wallon Mont-Plintchamp[source insuffisante]) est un hameau de Belgique situé en Région wallonne dans la province de Luxembourg.
Il fait partie de l'ancienne commune de Grapfontaine qui est depuis 1977 une section de la ville de Neufchâteau.

## Histoire
Le 31 décembre 1837, la commune de Grapfontaine intègre les villages de Harfontaine, Hosseuse, Montplainchamps, Nolinfaing, et Warmifontaine (démembrés de la commune de Straimont-Grapfontaine).

## Situation
Montplainchamps se situe entre les localités de Grapfontaine et de Nolinfaing. Il avoisine aussi le hameau de Hosseuse

## Patrimoine
Montplainchamps est un hameau d'Ardenne possédant un patrimoine religieux intéressant.
Le long de la route nationale 85 appelée chaussée de Florenville, se trouve l'ancien Prieuré de Montplainchamps cité dès le XIVe siècle. Il fait aujourd'hui partie de la ferme de Montplainchamps, une importante exploitation agricole de 140 hectares comptant 400 têtes de bétail. En outre, on y produit les fromages Saint-Bernard.
L'église dédiée à Saint Bernard a été construite en 1899 et 1900 au lieu-dit Le Scalpé d'après les plans de l'architecte Würth. Cet imposant édifice de style néo-gothique a été bâti en pierre de schiste et pierre de taille pour les encadrements. Le cimetière se trouve de l'autre côté de la route. Il est partiellement entouré d'un mur en pierre de schiste.
Quelque 250 m à l'est de l'église, à une bifurcation, on peut voir la statue de la Vierge Immaculée appelée aussi Vierge du Scalpé dressée sous un petit chapiteau soutenu par quatre colonnes blanches s'inspirant du style ionique.